# Peniagone crozeti
Peniagone crozeti is een zeekomkommer uit de familie Elpidiidae.
De wetenschappelijke naam van de soort werd in 2009 gepubliceerd door I.A. Cross & A. Gebruk.